# Трновський Врх
Трновський Врх (словен. Trnovski Vrh) — поселення в общині Трновська Вас, Подравський регіон‎, Словенія.